# هاچیمانتای، ایواته
هاچیمانتای در استان ایواته در کشور ژاپن  واقع شده است  که دارای جمعیت ۲۹٬۹۹۳ نفر و مساحت ۸۶۲٫۲۵ کیلومتر مربع با تراکم جمعیت ۳۴٫۸  نفر در کیلومترمربع است و در تاریخ ۱ سپتامبر ۲۰۰۵ به عنوان شهر شناخته شد.